# Tallenay
Tallenay és un municipi francès situat al departament del Doubs i a la regió de Borgonya - Franc Comtat. L'any 2007 tenia 403 habitants.

## Demografia

### Població
El 2007 la població de fet de Tallenay era de 403 persones. Hi havia 164 famílies de les quals 32 eren unipersonals (4 homes vivint sols i 28 dones vivint soles), 64 parelles sense fills, 56 parelles amb fills i 12 famílies monoparentals amb fills.
La població ha evolucionat segons el següent gràfic:
Habitants censats

### Habitatges
El 2007 hi havia 173 habitatges, 167 eren l'habitatge principal de la família, 2 eren segones residències i 4 estaven desocupats. 169 eren cases i 3 eren apartaments. Dels 167 habitatges principals, 161 estaven ocupats pels seus propietaris, 3 estaven llogats i ocupats pels llogaters i 3 estaven cedits a títol gratuït; 3 tenien dues cambres, 4 en tenien tres, 20 en tenien quatre i 140 en tenien cinc o més. 157 habitatges disposaven pel capbaix d'una plaça de pàrquing. A 53 habitatges hi havia un automòbil i a 109 n'hi havia dos o més.

### Piràmide de població
La piràmide de població per edats i sexe el 2009 era:
| Homes | Edats   | Dones |
| ----- | ------- | ----- |
| 0     | 95 o +  | 0     |
| 0     | 90 a 94 | 4     |
| 0     | 85 a 89 | 0     |
| 0     | 80 a 84 | 0     |
| 0     | 75 a 79 | 0     |
| 8     | 70 a 74 | 4     |
| 0     | 65 a 69 | 4     |
| 12    | 60 a 64 | 4     |
| 32    | 55 a 59 | 20    |
| 24    | 50 a 54 | 36    |
| 20    | 45 a 49 | 28    |
| 4     | 40 a 44 | 8     |
| 8     | 35 a 39 | 12    |
| 4     | 30 a 34 | 12    |
| 8     | 25 a 29 | 0     |
| 20    | 20 a 24 | 12    |
| 28    | 15 a 19 | 20    |
| 8     | 10 a 14 | 4     |
| 8     | 5 a 9   | 8     |
| 16    | 0 a 4   | 4     |

## Economia
El 2007 la població en edat de treballar era de 263 persones, 183 eren actives i 80 eren inactives. De les 183 persones actives 173 estaven ocupades (88 homes i 85 dones) i 10 estaven aturades (6 homes i 4 dones). De les 80 persones inactives 48 estaven jubilades, 23 estaven estudiant i 9 estaven classificades com a «altres inactius».

### Ingressos
El 2009 a Tallenay hi havia 167 unitats fiscals que integraven 417 persones, la mediana anual d'ingressos fiscals per persona era de 28.288 €.

### Activitats econòmiques
Dels 11 establiments que hi havia el 2007, 2 eren d'empreses de construcció, 1 d'una empresa de comerç i reparació d'automòbils, 3 d'empreses immobiliàries, 3 d'empreses de serveis i 2 d'entitats de l'administració pública.
L'únic servei als particulars que hi havia el 2009 era un paleta.
L'any 2000 a Tallenay hi havia 3 explotacions agrícoles.

## Poblacions més properes
El següent diagrama mostra les poblacions més properes.